# Emotional Traffic
Emotional Traffic è un album in studio del cantante country statunitense Tim McGraw, pubblicato nel 2012.

## Tracce
1. Halo – 4:57
2. Right Back Atcha Babe – 4:51
3. One Part, Two Part (feat. Faith Hill) – 3:32
4. I Will Not Fall Down – 4:35
5. The One – 3:52
6. Better Than I Used to Be – 3:22
7. Touchdown Jesus – 4:04
8. The One That Got Away – 4:44
9. Felt Good on My Lips – 4:39
10. Hey Now – 4:15
11. Only Human (feat. Ne-Yo) – 3:52
12. Die by My Own Hand – 5:07

## Classifiche
| Classifica (2012) | Posizione massima |
| ----------------- | ----------------- |
| Stati Uniti       | 2                 |